# 天狗山 (小樽市)
天狗山（てんぐやま）は、北海道小樽市にある山である。標高532.5m。市の中心部より南西に位置し、山麓の小樽天狗山スキー場と山頂のやや下までは小樽天狗山ロープウェイが結んでいる。展望台からは夜景を含めて眺望を楽しめ、小樽市民や観光客からリゾート地として親しまれている。
山岳信仰の場でもあり、山中には四国八十八箇所を模した巡礼の霊場や神社、石碑がある。

## 名称の由来
由来はいくつかの説があり、有力なものに以下の3説がある。
1. 山中に天狗火（火や煙など）が見え、天狗が棲んでいると言われた。
2. 山や岩の形が天狗に似ていた。
3. 東北地方の日本海側から移住してきた人々が、故郷の天狗山を想って名づけた。

他にも多数説があり、はっきりとしていない。

## 観光地として

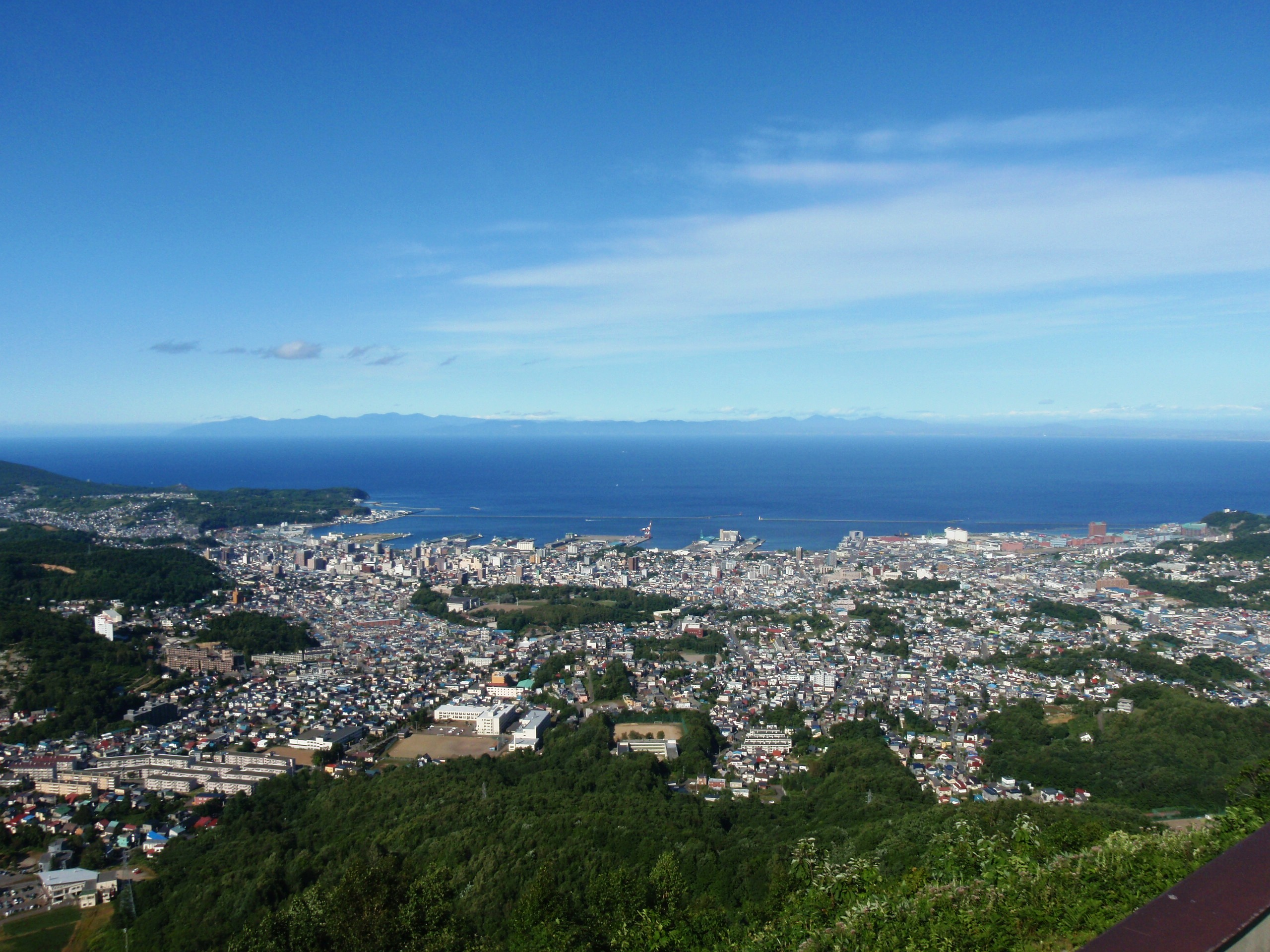
天狗山から見る小樽市街地

山頂の展望台から小樽市街と、天候が良い昼間は石狩湾対岸、左手には積丹半島、右手には夕張山地まで見渡すことできる。特に夜景は「北海道三大夜景」の一つとして謳われている（他の二つは函館山と藻岩山）。
山麓と山頂の間はロープウェイ（小樽天狗山ロープウエイ）で結ばれているほか、観光道路も整備され夏季なら乗用車で山頂まで登ることも可能。さらに登山道もある。
夏は山頂のスライダー、シマリス公園などの屋外施設も充実している。また、観光道路の中腹にはキャンプ場「おたる自然の村」も整備されている。
山麓・山頂にはレストランもあり、山麓には「ザ・グラス・スタジオ イン オタル」や数軒の宿泊施設が用意されている。また、山頂には「小樽スキー資料館」と日本全国から収集した約700点もの天狗の面を展示した「天狗の館」が併設されている。

## アクセス
JR小樽駅より北海道中央バス（おたもい営業所）、「天狗山ロープウェイ」バス停下車。